# RPK輕機槍
RPK（俄语：Ручной пулемёт Калашникова）是蘇聯在1959年為蘇軍裝備以替換RPD的輕機槍，發射7.62×39毫米口徑M1943中間型威力槍彈，屬於蘇聯的第二代班支援武器，於1959年5月18日正式採用，其苏俄试验代码为“RP-55”，武器代码为“6P2”。

## 歷史
RPK由卡拉什尼科夫從AK改良型AKM型步槍的基礎上改進而成，並保持著其良好效能及可靠性。
初期在十人步兵班中可配備一把RPK作班用机枪，直至1970年代後期，小口徑的AK-74及RPK-74開始裝備蘇軍。儘管如此，蘇軍仍有裝備大量RPK，解體後其繼承國（特別俄羅斯陸軍）亦繼續裝備RPK至今。
RPK現今在北韓、羅馬尼亞、芬蘭、越南及塞爾維亞等部分國家都獲授權生產或私自仿製及使用。

## 設計
RPK採用更長更厚的重型槍管，有效射程及槍口初速比AK高，並在前端安裝提高射擊精確度及方便伏姿射擊的鋼板壓鑄成型式摺疊兩腳架。
RPK的照門重新設計並增加了風偏調整令遠程射擊精確度有所提高，並使用適合機槍的大型木製固定槍托（類似RPD）以保持槍枝穩定性。
RPK通用40發香蕉型彈匣、75發專用彈鼓（俄制／中國製）及AK的30發香蕉型7.62×39毫米彈匣，令火力持續性提高。然而，由於它使用固定槍管，無法長時間連續射擊，严格意义上只能被归类为重槍管自動步槍。

## 使用國

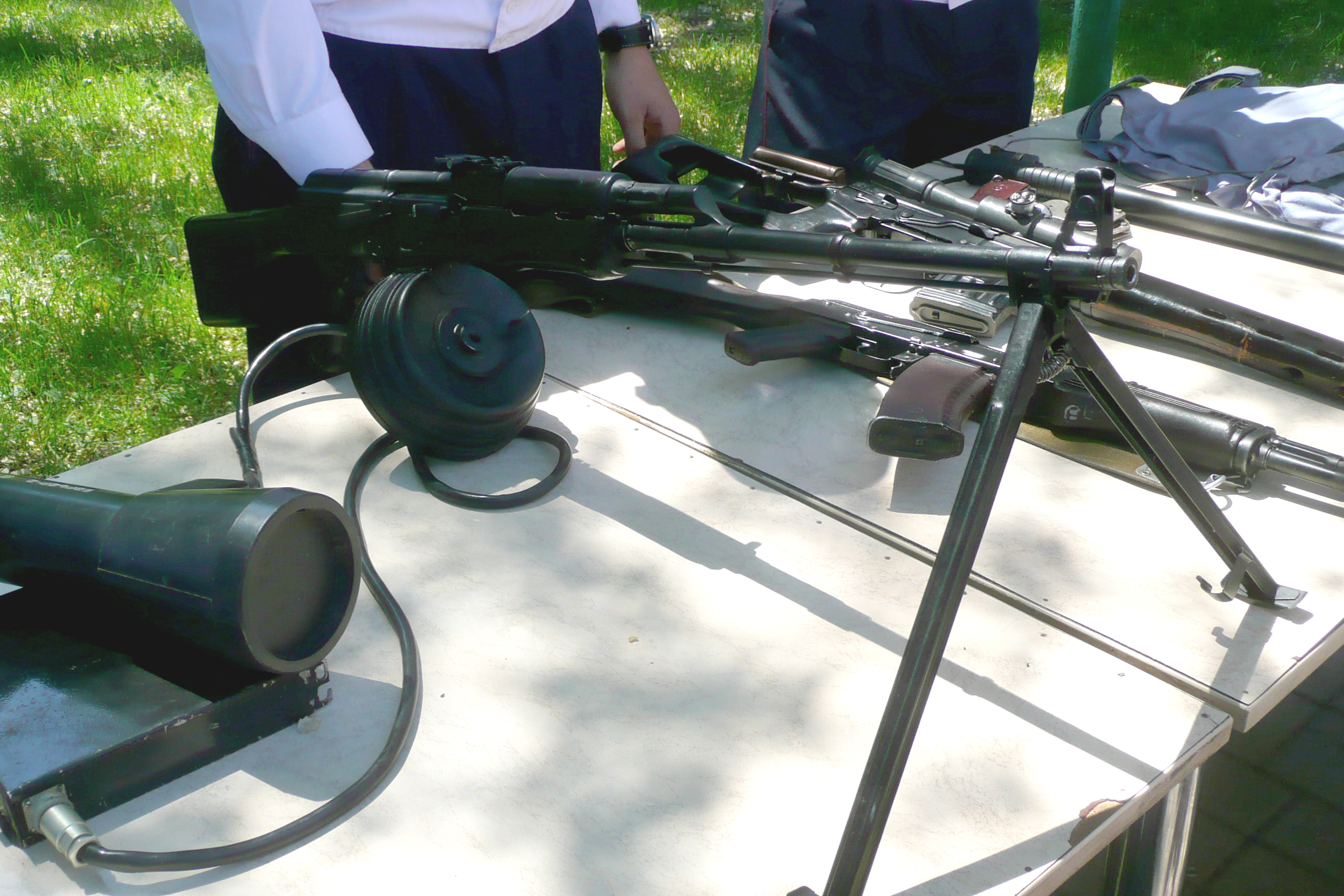
裝有彈鼓的RPK

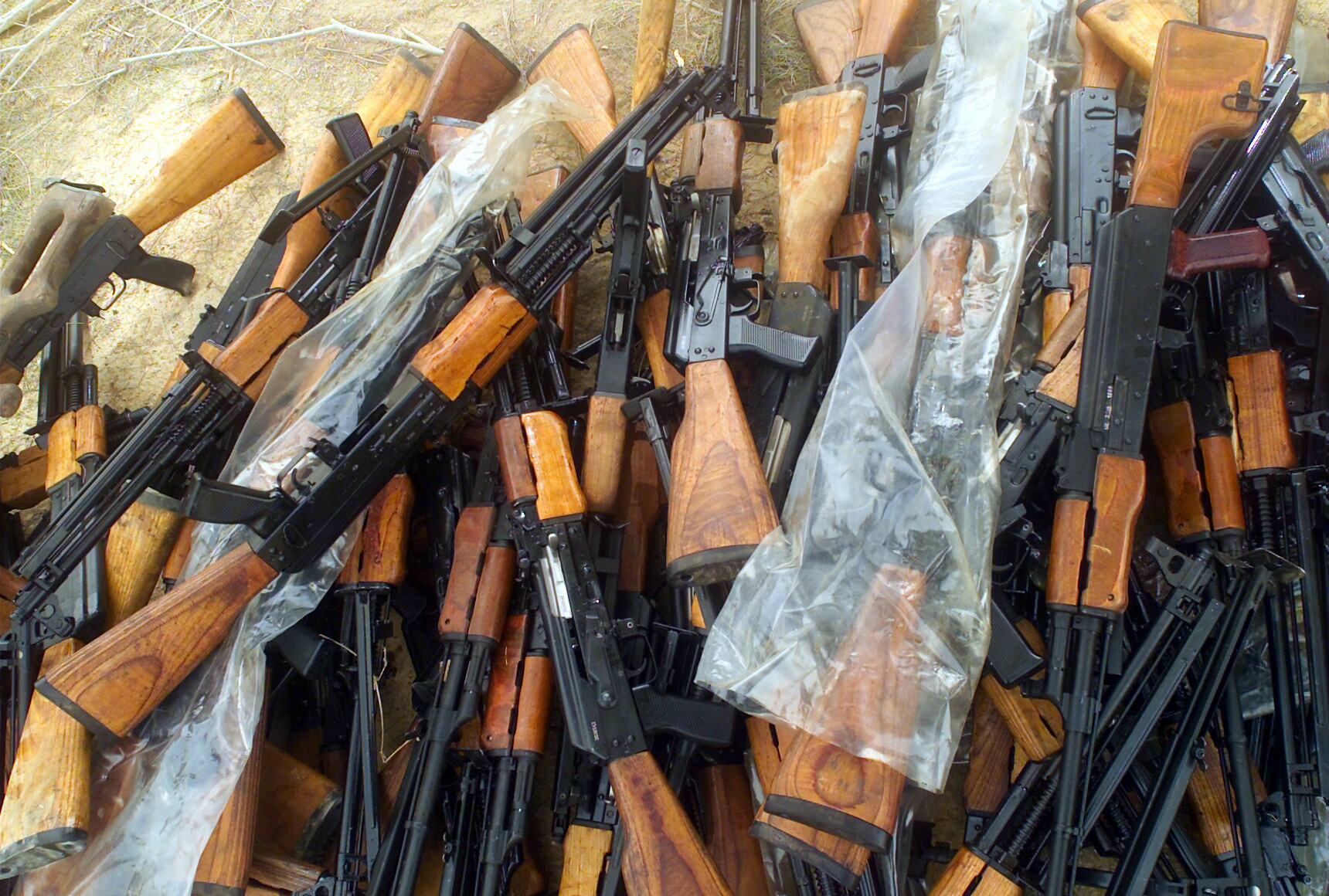
大量的RPK

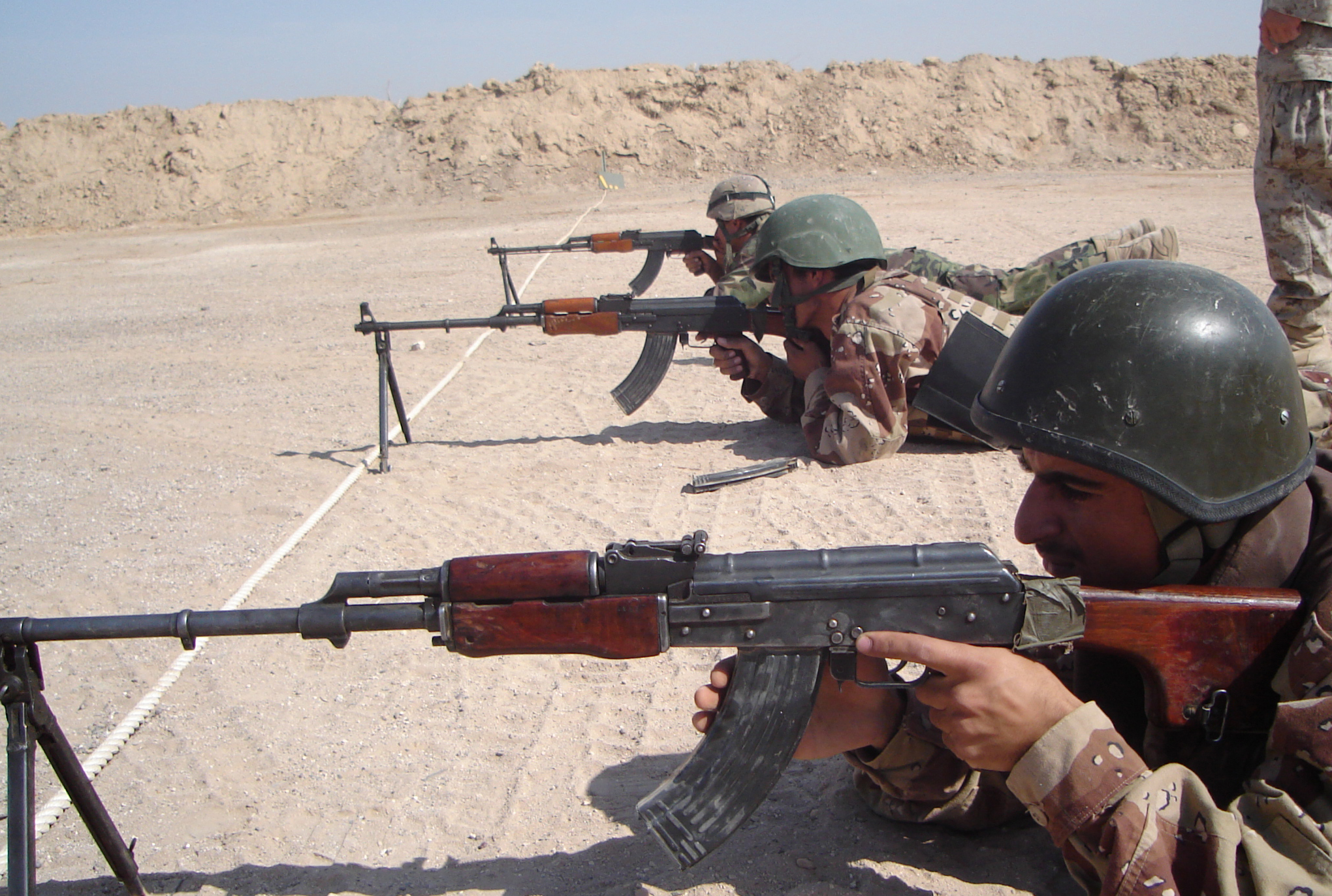
伊拉克軍隊裝備的RPK

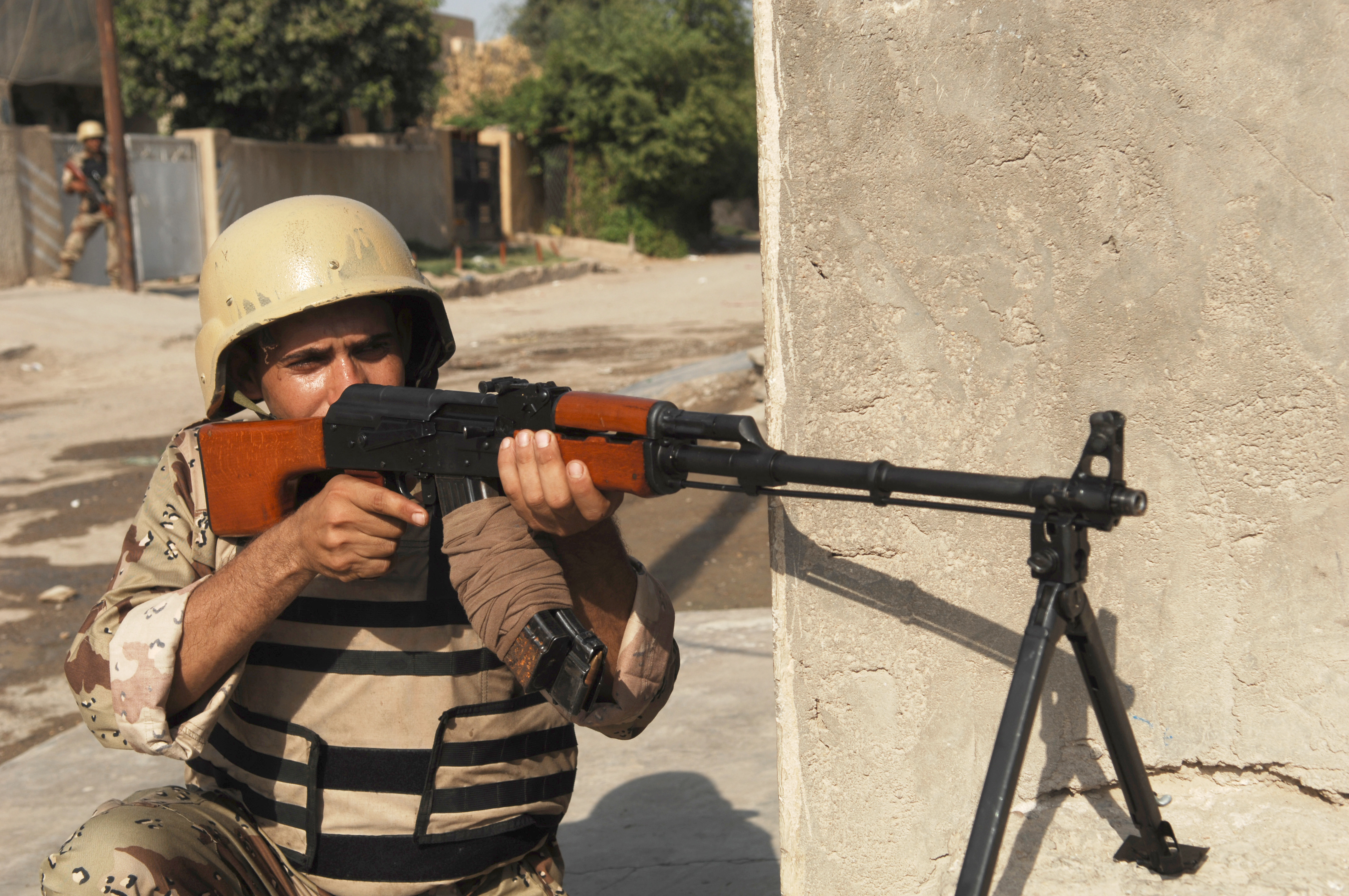
一名伊拉克軍士兵和他的RPK

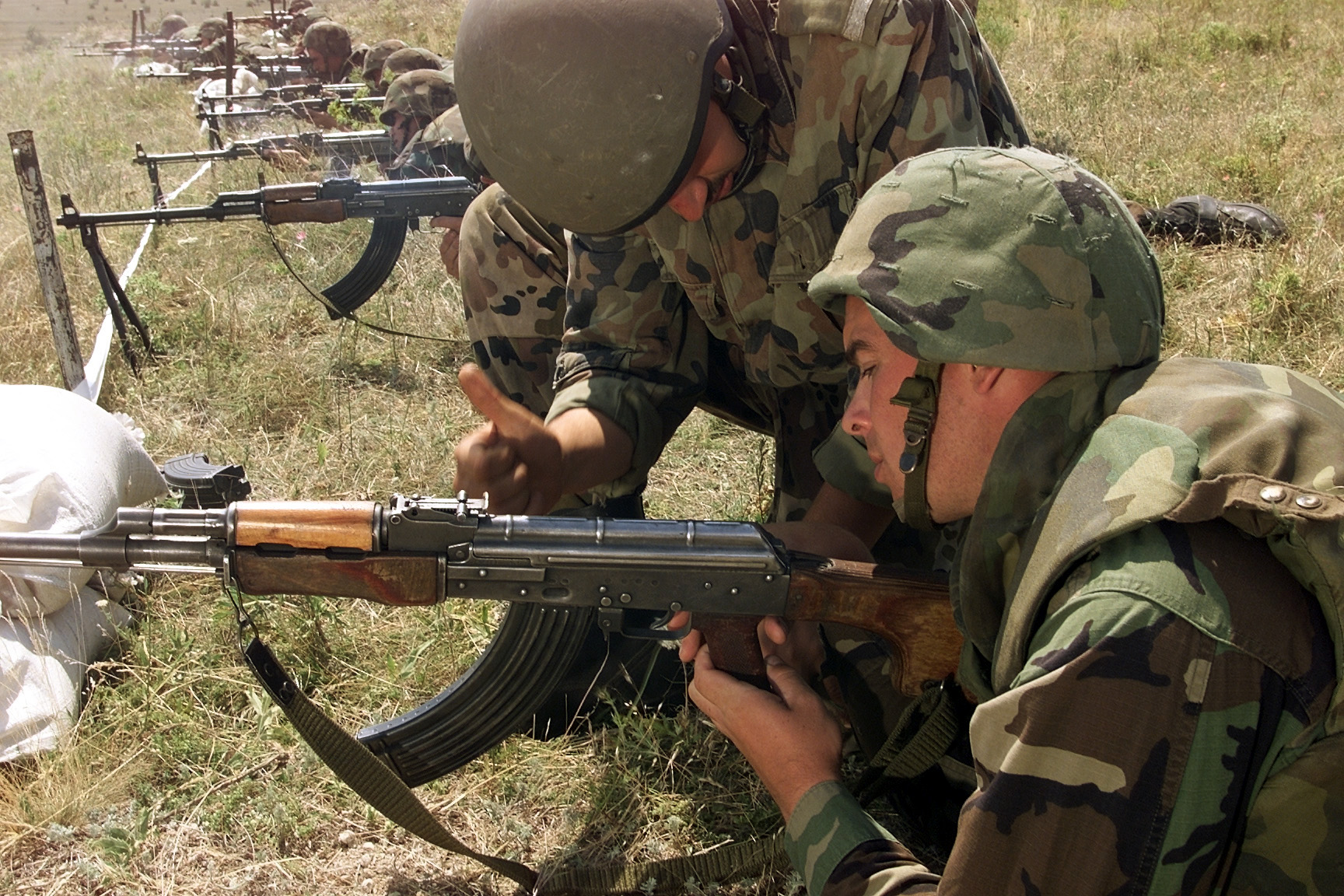
一名羅馬尼亞軍士指導士兵使用RPK

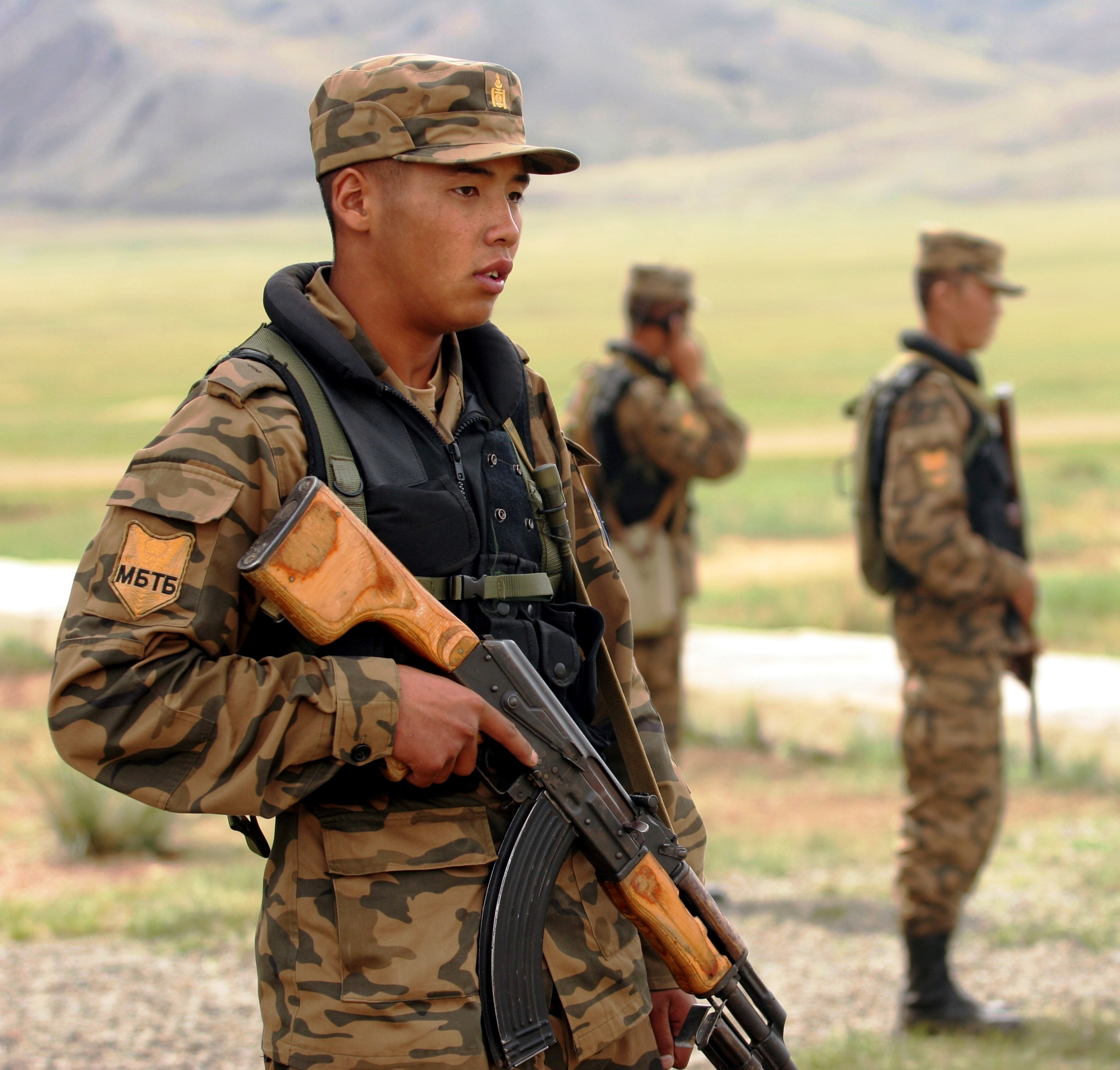
蒙古國士兵使用RPK

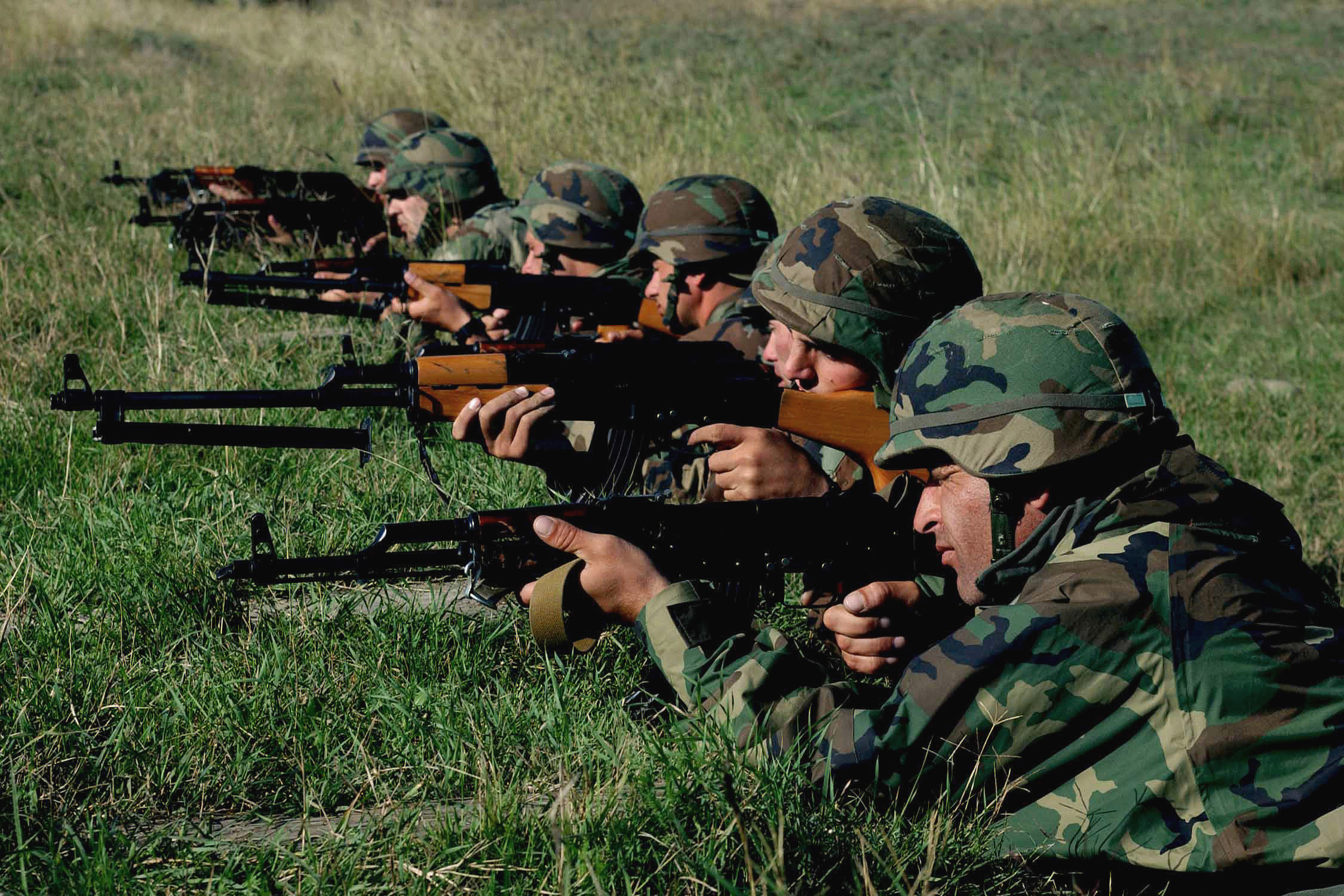
以AKM及RPK作射擊訓練的格魯吉亞士兵

- 阿布哈茲—繼承自前蘇聯。
- 阿富汗伊斯蘭酋長國
- 阿尔巴尼亚
- 阿尔及利亚
- 亞美尼亞—繼承自前蘇聯。
- —繼承自前蘇聯。
- 白俄羅斯—繼承自前蘇聯。
- —採用Zastava M72及其衍生型。
- 保加利亚
- 柬埔寨
- 喀麦隆
- 中非
- 中华人民共和国—採用56-5式班用机枪。
- 哥伦比亚
- 刚果共和国
- —採用Zastava M72及其衍生型。
- 古巴
- 刚果民主共和国
- 埃及
- 赤道几内亚
- 爱沙尼亚—繼承自前蘇聯。
- 衣索比亞
- 斐济
- —繼承自前蘇聯。
- 匈牙利
- 伊朗
- 伊拉克
- 伊拉克库尔德斯坦
- 以色列
- —繼承自前蘇聯。
- 科索沃—採用Zastava M72及其衍生型。
- —繼承自前蘇聯。
- 拉脫維亞—繼承自前蘇聯。
- 黎巴嫩
- 利比亞
- 立陶宛—繼承自前蘇聯。
- 卢甘斯克人民共和国
- 马来西亚
- 馬爾他
- 摩尔多瓦—繼承自前蘇聯。
- 蒙古国
- 蒙特內哥羅—採用Zastava M72及其衍生型。
- 摩洛哥
- 莫桑比克
- 纳米比亚
- 尼加拉瓜
- 奈及利亞
- 北馬其頓—採用Zastava M72及其衍生型。
- 巴基斯坦
- 巴拿马
- 波蘭
- 羅馬尼亞
- 俄羅斯—繼承自前蘇聯。
- 塞爾維亞—採用Zastava M72及其衍生型。
- 塞舌尔
- 斯洛維尼亞—採用Zastava M72及其衍生型。
- 南奥塞梯—繼承自前蘇聯。
- 南蘇丹
- 苏丹
- 叙利亚
- —繼承自前蘇聯。
- 坦桑尼亚
- 土耳其
- —繼承自前蘇聯。
- 乌干达
- 乌克兰—繼承自前蘇聯。
- —繼承自前蘇聯。
- 委內瑞拉
- 越南
- 葉門
- 尚比亞
- 辛巴威

### 前使用國
- 阿富汗伊斯兰共和国
- 东德
- 顿涅茨克人民共和国
- 大阿拉伯利比亚人民社会主义民众国
- 卢甘斯克人民共和国
- 羅德西亞
- 苏联
- 南斯拉夫社會主義聯邦共和國 —使用本土生產的Zastava M72及其衍生型。

## 型號

### 蘇聯／俄羅斯
- RPKS—傘兵部隊版本（改為木製摺疊槍托）
- RPKS-N—配有夜視瞄準具的 RPKS
- RPKM—採用玻璃纖維塑料護木及摺疊槍托的現代化版本，口徑與RPK相同
- RPK-74－1974年5.45×39毫米版本
- RPK-16－2016年5.45×39毫米版本

### 其他
- Valmet M78—芬蘭仿製版本
- PM md. 64—羅馬尼亞仿製版本，槍身前端擁有一個提把
- 56-5式班用机枪—中華人民共和國仿製版本
- TUL 1—越南仿製版本
- 扎斯塔瓦M65及M72—塞爾維亞仿製版本，衍生型包括M72 B1/AB1、M70 B1（摺疊槍托）、M77（7.62×51毫米）及M90（5.56×45毫米）
- LMG-K-500—东德仿制版本，但枪管长度由原先590毫米缩短至500毫米以便能够让东德本地的兵工厂生产，但该型机枪从未进入国家人民军服役

## 外部連結
- （中文）—槍炮世界—RPK輕機槍（页面存档备份，存于）